# Artemita bellardii
Artemita bellardii är en tvåvingeart som beskrevs av Giglio-tos 1891. Artemita bellardii ingår i släktet Artemita och familjen vapenflugor. Inga underarter finns listade i Catalogue of Life.